# Friedrich Hoffmann (Politiker)
Friedrich Hoffmann (* 13. Juli 1902 in Pitten; † 3. März 1976 in Wiener Neustadt) war ein österreichischer Politiker (SPÖ) und Gewerkschafter. Er war von 1959 bis 1966 Abgeordneter zum Nationalrat.
Hoffmann besuchte nach der Volksschule eine Hauptschule und absolvierte danach die kaufmännische Fortbildungsschule und einen    einjährigen Textilfachkurs, wobei er den Beruf des Seidenwebers erlernte. Beruflich war Hoffmann in der Folge als Vorsitzender der Gewerkschaft der Textil-, Bekleidungs- und Lederarbeiter tätig. Hoffmann vertrat die SPÖ zwischen dem 9. Juni 1959 und dem 30. März 1966 im Nationalrat. 